# Suzuki GR 650
Suzuki GR 650 – motocykl zaprezentowany w Kolonii w 1982 roku. W Stanach Zjednoczonych oraz Kanadzie jako Suzuki GR Tempter. Produkcja modelu trwała do 1989 roku. Powstały 4 modele (GR 650D, GR 650XD, GR 650E, GR650 XE) różnice się wzorem malowania, dodatkową lampą "spacerówką", aluminiowymi odlewanymi kołami. Motocykl posiada wiele nowości technicznych na owe czasy. Silnik rzędowy, dwucylindrowy, czterosuwowy z dwoma wałkami rozrządu (cykl pracy tłoków trwający 720°) zapewnia moc 50KM a zmniejszona masa przeciwwag wału korowego zapewnia lepsze przyśpieszenie w dolnym zakresie obrotowym. Zapłon tranzystorowy bezstykowy, ze zmiennym punktem zapłonu (15° - 35° przed GMP przy 1650 obr/s - 3500 obr/s). Konstrukcja ramy dwukołyskowa stalowa z centralnym amortyzatorem o szerokim zakresie regulacji tłumienia. Motocykl szosowy o klasycznym wyglądzie nie był sukcesem komercyjnym. Za oceanem jego sprzedaż trwała jedynie dwa lata, w europie sprzedano niewiele egzemplarzy.Obecnie bardzo poszukiwany motocykl ze względu na niewielką liczbę wyprodukowanych egzemplarzy, w szczególności na rynku europejskim.

## Dane techniczne

### Silnik
- Typ: czterosuwowy, dwucylindrowy, rzędowy, DOHC, 2 zawory na cylinder
- Gaźniki: Stało-ciśnieniowy 2 x Mikuni BS36SS
- Pojemność skokowa: 651cm³ (średnica x skok tłoka: 77,0 x 70,0 mm)
- Stopień sprężania: 8,7:1
- Moc maksymalna (przy obrotach):    50 KM (38 kW) @ 7200 obr./min
- Moment obrotowy (przy obrotach): 35 Nm @ 3500 obr./min
- Sprzęgło: Mokre, wielo-tarczowe
- Wolne obroty: 1250 - 1350 obr./min

### Skrzynia biegów
- Skrzynia biegów: 5-biegowa
- Przełożenie pierwotne: 72/32; 2,25
- Przełożenie wtórne: 15/38; 2,53
- Przełożenie na poszczególnych biegach:
  - 1: 37/13 2,846
  - 2: 29/16 1,812
  - 3: 26/19 1,368
  - 4: 24/21 1,142
  - 5: 22/22 1,000
- Przeniesienie napędu: Łańcuch DAIDO DID50HL albo TAKASAGO RK50GO, 106 ogniw

### Wymiary i masy
- Długość: 2150 mm
- Szerokość: 610 mm
- Wysokość: 1180 mm
- Wysokość siedzenia: 803 mm
- Rozstaw osi: 1430 mm
- Prześwit: 150 mm
- Kąt skrętu: 40°
- Kąt główki ramy: 63°30'
- Masa na sucho:
  - Wersje z odlewanymi felgami aluminiowymi: 184 kg
  - Wersje z felgami szprychowymi: 181 kg
- Minimalny promień skrętu: 2,5 m

### Zawieszenie
- Przód:
  - Teleskopy ze wspomaganiem pneumatycznym
  - Średnica rur 35 mm
  - Skok 132 mm
- Tył:
  - Pojedynczy amortyzator z 5 stopniową regulacją
  - Skok 74 mm
- Rozstaw osi: 1430 mm
- Pochylenie widelca: 29,5°
- Wyprzedzenie: 111 mm
- Hamulce:
  - Przód: pojedyncza tarcza z zaciskiem jedno-tłoczkowym
  - Tył: bębnowy

### Koła
- Przód: 19"
- Tył: 16"
- Ogumienie:
  - Przód: 100/90-19 90 57H
  - Tył: 130/90-16 67H
- Ciśnienie ogumienia:
  - Przód: 200 kPa (2,00 kg/cm²)
  - Tył: 225 kPa (2,25 kg/cm²)

### Elektryka
- Zapłon: Tranzystorowy, bezstykowy
- Wyprzedzenie zapłonu:
  - 15° GMP poniżej 1650 obr./min
  - 35° GMP powyżej 3000 obr./min
- Świece zapłonowe:
  - NGK D8EA albo NIPPON DENSO X24ES-U dla USA, Kanada
  - NGK DR8ES-L albo NIPPON DENSO X24ESR-U dla pozostałych
- Przerwa na elektrodzie: 0.6-0.7 mm
- Akumulator: 12 V, 14 Ah
- Alternator: Trójfazowy prądu zmiennego, 230 W
- Bezpieczniki: 10 / 10 / 10 /10 / 15 A
- Żarówki:
  - Światło postojowe / "spacerówka": 12 V 4W
  - Światło przednie (drogowe/mijania): 12 V 60/55 W
  - Światło tylne (pozycyjne/STOP):
    - USA, Kanada: 12V 8/23 W
    - Pozostałe: 12V 5/21 W

  - Kierunkowskazy:
    - USA, Kanada: 12V 23 W
    - Pozostałe: 12V 21 W

  - Podświetlenie prędkościomierza: 12 V 1.7 W
  - Podświetlenie obrotomierza: 12 V 1.7 W
  - Kontrolka biegu jałowego: 12 V 3.4 W
  - Kontrolka świateł drogowych: 12 V 1.7 W
  - Kontrolki kierunkowskazów: 12 V 3.4 W
  - Kontrolka ciśnienia oleju: 12 V 3.4 W
  - Kontrolka stopki: 12 V 3.4 W

### Płyny
- Pojemność zbiornika:
  - Z rezerwą: 12 L
  - Rezerwa: 2.5 L
- Olej silnikowy:
  - Olej: SAE 10W/40
  - Pojemność 2400 ml
- Lagi:
  - Dla USA: 263 ml
  - Pozostałe: 235 ml

### Osiągi
- Prędkość maksymalna: 160 km/h
- Przyspieszenie 0-100 km/h: 6.3 sek
- Średnie zużycie paliwa: 4.3-6.3 l/100 km